# Episodi di Young Rock (prima stagione)
La prima stagione della sitcom Young Rock è stata trasmessa negli Stati Uniti in prima visione su NBC dal 16 febbraio al 4 maggio 2021; invece per la puntata speciale è andata in onda il 15 dicembre 2021.
In Italia la stagione è andata in onda il 13 gennaio 2022 su Sky Serie.; la puntata speciale è andata in onda il 19 dicembre 2022.
| nº       | Titolo originale                   | Titolo italiano                   | Prima TV USA     | Prima TV Italia  |
| -------- | ---------------------------------- | --------------------------------- | ---------------- | ---------------- |
| 1        | Working the Gimmick                | Creare il personaggio             | 16 febbraio 2021 | 13 gennaio 2022  |
| 2        | On the Road Again                  | Di nuovo in corsia                | 23 febbraio 2021 | 13 gennaio 2022  |
| 3        | Foward, Together                   | Avanti insieme                    | 2 marzo 2021     | 13 gennaio 2022  |
| 4        | Check Your Head                    | Rimettersi in sesto               | 16 marzo 2021    | 13 gennaio 2022  |
| 5        | Don't Go Breaking My Heart         | Don't Go Breaking My Heart        | 23 marzo 2021    | 13 gennaio 2022  |
| 6        | My Day With Andre                  | La mia giornata con Andre         | 30 marzo 2021    | 13 gennaio 2022  |
| 7        | Johnson & Hopkins                  | Johnson e Hopkins                 | 6 aprile 2021    | 13 gennaio 2022  |
| 8        | My Baby Only Drinks the Good Stuff | Per la mia bambina solo il meglio | 13 aprile 2021   | 13 gennaio 2022  |
| 9        | A Lady Named Star Search           | Una donna di nome Star Search     | 20 aprile 2021   | 13 gennaio 2022  |
| 10       | Good vs. Great                     | Bravo ma non straordinario        | 27 aprile 2021   | 13 gennaio 2022  |
| 11       | Election Day                       | Il giorno delle elezioni          | 4 maggio 2021    | 13 gennaio 2022  |
| Speciale | A Christmas Peril                  | Un pericolo di natale             | 15 dicembre 2021 | 19 dicembre 2022 |